# Oscaruddelingen 2016
Oscaruddelingen 2016 var den 88. udgave af oscaruddelingen og fandt sted 28. februar 2016 i Dolby Theatre i Hollywood og hædrede film fra 2015.  Chris Rock var vært ved showet.
Oscar for bedste film blev vundet af filmen Spotlight. Mad Max: Fury Road vandt seks priser i alt. 
Showet blev i USA set på tv af 34 millioner seere, hvilket var det laveste antal siden Oscaruddelingen 2008.

## Vindere og nominerede
The Revenant blev nomineret i 12 kategorier og Mad Max: Fury Road blev nomineret i 10. Det var andet år i træk, at en film instrueret af instruktøren Alejandro G. Iñárritu opnåede flest nomineringer. Komponisten Anohni blev en anden transkønnede person, der blev nomineret til en Oscar (Angela Morley var den første; 1974 og 1976.) Sylvester Stallone blev den sjette person, der blev nomineret for at spille den samme rolle i to forskellige film.
Med sine to Oscars blev Spotlight den første film siden The Greatest Show on Earth i 1952 der vandt "bedste film" og kun én yderligere Oscar. Alejandro G. Iñárritu blev den tredje instruktør, der vandt to Oscars for bedste instruktør i træk, efter John Ford i 1940–1941 og Joseph L. Mankiewicz i 1949–1950. Ennio Morricone blev i en alder af 87 år den ældste vinder nogensinde af en Oscar i en kategori med konkurrence. Efter at have vundet med Gravity og  Birdman blev Emmanuel Lubezki den første nogensinde, der vandt tre Oscars for bedste fotografering i træk. Bear Story blev den første chilenske film, der modtog en Oscar.

### Priser
Vinderne står øverst med fed.
| Bedste film | Bedste instruktør |
| --- | --- |
| - Spotlight – Michael Sugar, Steve Golin, Nicole Rocklin og Blye Pagon Faust - The Big Short – Brad Pitt, Dede Gardner og Jeremy Kleiner - Bridge of Spies – Steven Spielberg, Marc Platt og Kristie Macosko Krieger - Brooklyn – Finola Dwyer og Amanda Posey - Mad Max: Fury Road – Doug Mitchell og George Miller - The Martian – Simon Kinberg, Ridley Scott, Michael Schaefer og Mark Huffam - The Revenant – Arnon Milchan, Steve Golin, Alejandro G. Iñárritu, Mary Parent og Keith Redmon - Room – Ed Guiney | - Alejandro G. Iñárritu – The Revenant - Adam McKay – The Big Short - George Miller – Mad Max: Fury Road - Lenny Abrahamson – Room - Tom McCarthy – Spotlight |
| Bedste mandlige hovedrolle | Bedste kvindelige hovedrolle |
| - Leonardo DiCaprio – The Revenant som Hugh Glass - Bryan Cranston – Trumbo som Dalton Trumbo - Matt Damon – The Martian som Mark Watney - Michael Fassbender – Steve Jobs som Steve Jobs - Eddie Redmayne – The Danish Girl som Lili Elbe | - Brie Larson – Room som Joy "Ma" Newsome - Cate Blanchett – Carol som Carol Aird - Jennifer Lawrence – Joy som Joy Mangano - Charlotte Rampling – 45 Years som Kate Mercer - Saoirse Ronan – Brooklyn som Eilis Lacey |
| Bedste mandlige birolle | Bedste kvindelige birolle |
| - Mark Rylance – Bridge of Spies som Rudolf Abel - Christian Bale – The Big Short som Michael Burry - Tom Hardy – The Revenant som John Fitzgerald - Mark Ruffalo – Spotlight som Michael Rezendes - Sylvester Stallone – Creed som Rocky Balboa | - Alicia Vikander – The Danish Girl som Gerda Wegener - Jennifer Jason Leigh – The Hateful Eight som Daisy Domergue - Rooney Mara – Carol som Therese Belivet - Rachel McAdams – Spotlight som Sacha Pfeiffer - Kate Winslet – Steve Jobs som Joanna Hoffman |
| Bedste manuskript | Bedste filmatisering |
| - Spotlight – Tom McCarthy og Josh Singer - Bridge of Spies – Matt Charman, Ethan Coen og Joel Coen - Ex Machina – Alex Garland - Inside Out – Pete Docter, Meg LeFauve, Josh Cooley og Ronnie del Carmen - Straight Outta Compton – Jonathan Herman, Andrea Berloff, S. Leigh Savidge og Alan Wenkus | - The Big Short – Adam McKay og Charles Randolph fra The Big Short af Michael Lewis - Brooklyn – Nick Hornby fra Brooklyn af Colm Tóibín - Carol – Phyllis Nagy fra The Price of Salt af Patricia Highsmith - The Martian – Drew Goddard fra The Martian af Andy Weir - Room – Emma Donoghue fra Room af Emma Donoghue |
| Bedste animationsfilm | Bedste udenlandske film |
| - Inside Out – Pete Docter og Jonas Rivera - Anomalisa – Charlie Kaufman, Duke Johnson og Rosa Tran - Boy & the World – Alê Abreu - Shaun the Sheep Movie – Mark Burton og Richard Starzak - When Marnie Was There – Hiromasa Yonebayashi og Yoshiaki Nishimura | - Son of Saul (Ungarn) på ungarsk – László Nemes - Embrace of the Serpent (Colombia) på spansk – Ciro Guerra - Mustang (Frankrig) på tyrkisk – Deniz Gamze Ergüven - Theeb (Jordan) på arabisk – Naji Abu Nowar - Krigen (Danmark) på dansk – Tobias Lindholm |
| Bedste dokumentar | Bedste korte dokumentar |
| - Amy – Asif Kapadia og James Gay-Rees - Cartel Land – Matthew Heineman og Tom Yellin - The Look of Silence – Joshua Oppenheimer og Signe Byrge Sørensen - What Happened, Miss Simone? – Liz Garbus, Amy Hobby og Justin Wilkes - Winter on Fire: Ukraine's Fight for Freedom – Evgeny Afineevsky og Den Tolmor | - A Girl in the River: The Price of Forgiveness – Sharmeen Obaid-Chinoy - Body Team 12 – David Darg og Bryn Mooser - Chau, Beyond the Lines – Courtney Marsh og Jerry Franck - Claude Lanzmann: Spectres of the Shoah – Adam Benzine - Last Day of Freedom – Dee Hibbert-Jones og Nomi Talisman |
| Bedste kortfilm | Bedste korte animationsfilm |
| - Stutterer – Benjamin Cleary og Serena Armitage - Ave Maria – Eric Dupont og Basil Khalil - Day One – Henry Hughes - Everything Will Be Okay – Patrick Vollrath - Shok – Jamie Donoughue | - Bear Story – Pato Escala Pierart og Gabriel Osorio Vargas - Prologue – Imogen Sutton og Richard Williams - Sanjay's Super Team – Nicole Paradis Grindle og Sanjay Patel - We Can't Live Without Cosmos – Konstantin Bronzit - World of Tomorrow – Don Hertzfeldt |
| Bedste musik | Bedste sang |
| - The Hateful Eight – Ennio Morricone - Bridge of Spies – Thomas Newman - Carol – Carter Burwell - Sicario – Jóhann Jóhannsson - Star Wars: The Force Awakens – John Williams | - "Writing's on the Wall" fra Spectre – Musik og tekst af Jimmy Napes og Sam Smith - "Earned It" from Fifty Shades of Grey – Musik og tekst af Ahamad Balshe (Belly), Stephan Moccio, Jason "Daheala" Quenneville, Abel Tesfaye (The Weeknd) - "Manta Ray" from Racing Extinction – Musik af J. Ralph, tekst af Anohni - "Simple Song #3" from Youth – Musik og tekst af David Lang - "Til It Happens to You" from The Hunting Ground – Musik og tekst af Lady Gaga og Diane Warren |
| Bedste lydredigering | Bedste lyd |
| - Mad Max: Fury Road – Mark A. Mangini og David White - The Martian – Oliver Tarney - The Revenant – Martin Hernández og Lon Bender - Sicario – Alan Robert Murray - Star Wars: The Force Awakens – Matthew Wood og David Acord | - Mad Max: Fury Road – Chris Jenkins, Gregg Rudloff og Ben Osmo - Bridge of Spies – Andy Nelson, Gary Rydstrom og Drew Kunin - The Martian – Paul Massey, Mark Taylor og Mac Ruth - The Revenant – Jon Taylor, Frank A. Montaño, Randy Thom og Chris Duesterdiek - Star Wars: The Force Awakens – Andy Nelson, Christopher Scarabosio og Stuart Wilson |
| Bedste scenografi | Bedste fotografering |
| - Mad Max: Fury Road – Colin Gibson og Lisa Thompson - Bridge of Spies – Rena DeAngelo, Bernhard Henrich og Adam Stockhausen - The Danish Girl – Michael Standish og Eve Stewart - The Martian – Celia Bobak og Arthur Max - The Revenant – Jack Fisk og Hamish Purdy | - The Revenant – Emmanuel Lubezki - Carol – Ed Lachman - The Hateful Eight – Robert Richardson - Mad Max: Fury Road – John Seale - Sicario – Roger Deakins |
| Bedste make-up | Bedste kostumer |
| - Mad Max: Fury Road – Lesley Vanderwalt, Elka Wardega og Damian Martin - Den hundredårige der kravlede ud af vinduet og forsvandt – Love Larson og Eva von Bahr - The Revenant – Siân Grigg, Duncan Jarman og Robert Pandini | - Mad Max: Fury Road – Jenny Beavan - Carol – Sandy Powell - Eventyret om Askepot – Sandy Powell - The Danish Girl – Paco Delgado - The Revenant – Jacqueline West |
| Bedste klipning | Bedste visuelle effekter |
| - Mad Max: Fury Road – Margaret Sixel - The Big Short – Hank Corwin - The Revenant – Stephen Mirrione - Spotlight – Tom McArdle - Star Wars: The Force Awakens – Maryann Brandon og Mary Jo Markey | - Ex Machina – Mark Williams Ardington, Sara Bennett, Paul Norris og Andrew Whitehurst - Mad Max: Fury Road – Andrew Jackson, Dan Oliver, Andy Williams og Tom Wood - The Martian – Anders Langlands, Chris Lawrence, Richard Stammers og Steven Warner - The Revenant – Richard McBride, Matt Shumway, Jason Smith og Cameron Waldbauer - Star Wars: The Force Awakens – Chris Corbould, Roger Guyett, Paul Kavanagh og Neal Scanlan                                               |

### Governors Awards
Akademiet bag uddelingen afholdt den 14. november 2015 det 7. årlige Governors Awards hvor følgende blev hædret:
Academy Honorary Awards
- Spike Lee[21]
- Gena Rowlands[21]

Jean Hersholt Humanitarian Award
- Debbie Reynolds[21]

### Optrædener ved showet
| Navn(e)        | Rolle                       | Optrådt med                                      |
| -------------- | --------------------------- | ------------------------------------------------ |
| Harold Wheeler | Musikalsk arrangør Dirigent | Orkester                                         |
| Sam Smith      | Performer                   | "Writing's on the Wall" fra Spectre              |
| The Weeknd     | Performer                   | "Earned It" fra Fifty Shades of Grey             |
| Dave Grohl     | Performer                   | "Blackbird" under den årlige In Memoriam hædring |
| Lady Gaga      | Performer                   | "Til It Happens to You" fra The Hunting Ground   |

## Eksterne links
Officielle websites
- Academy Awards Official website
- The Academy of Motion Picture Arts and Sciences Official website
- Oscar's Channel på YouTube (officiel kanal)

Nyhedsmedier
- Oscars 2016 på BBC News
- Oscars 2016 i The Guardian

Analyser
- 2015 Academy Awards winners and History på Filmsite
- Academy Awards, USA: 2016 Internet Movie Database

Andre
- IMDb